# Nicola Amati

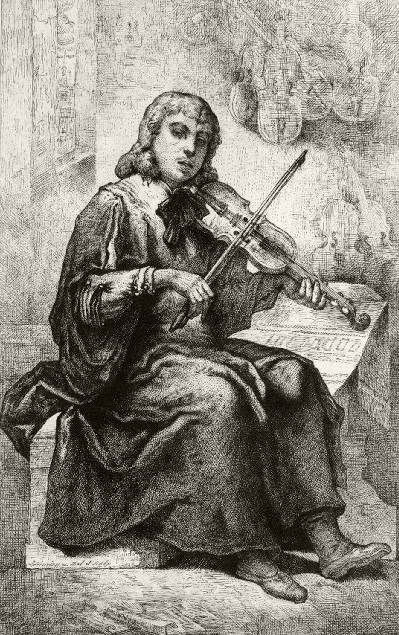
Nicola Amati (Kupferstich aus dem 19. Jh. von Jacques-Joseph Lecurieux)

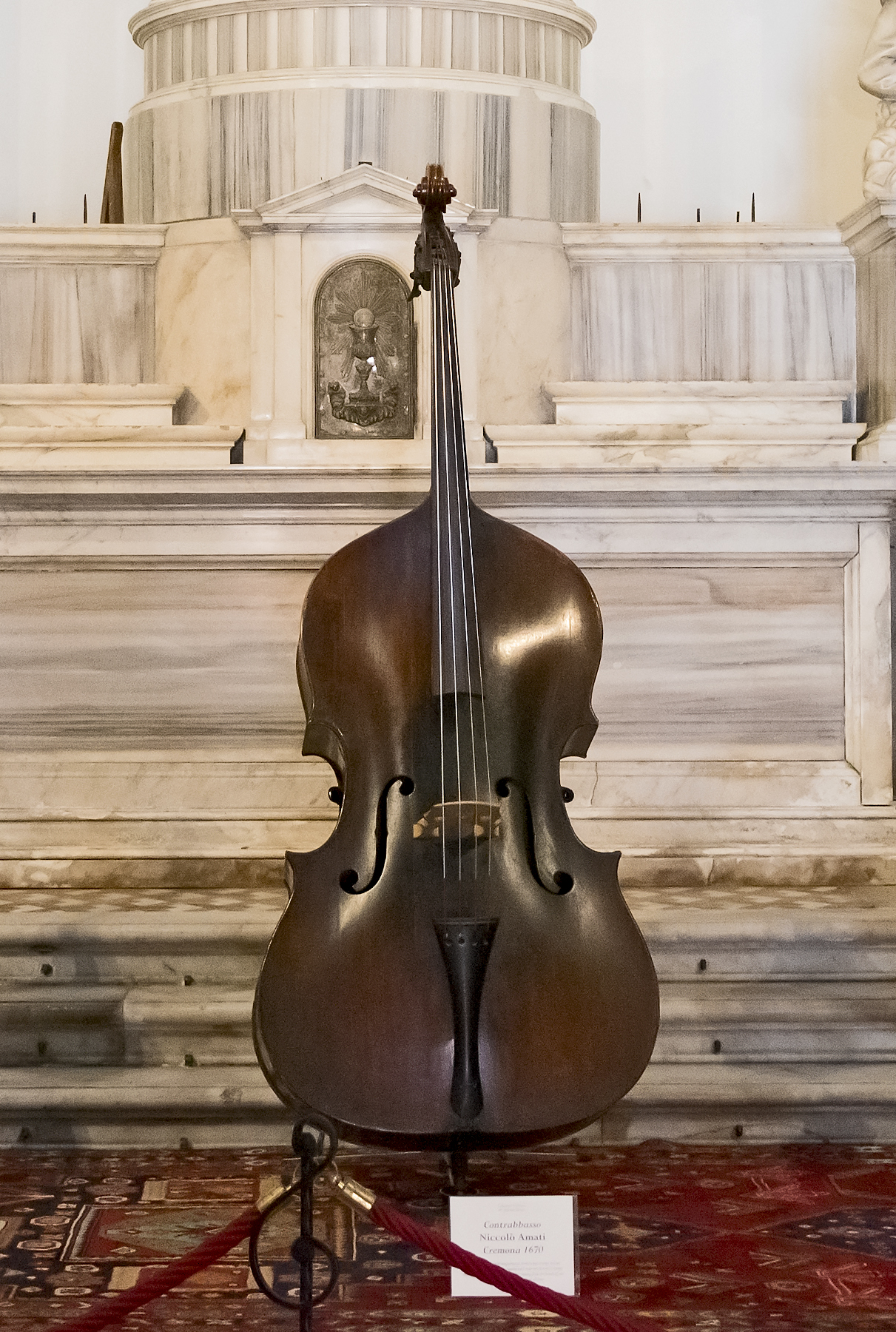
Kontrabass

Nicola Amati, auch Nicolò Amati (* 3. September 1596 in Cremona; † 12. August 1684 ebenda), war ein italienischer Geigenbauer. Er gilt als wichtigstes Mitglied der Amati-Dynastie.

## Leben
Nicola Amati, Sohn des Geigenbauers Girolamo Amati, führte die Entwicklungen seines Großvaters Andrea Amati zu weiterer Vollkommenheit. 1630 starben seine Eltern und zwei Schwestern an der Pest, dennoch finden sich durch Nicolas Hand signierte Instrumente erst ab 1640. Da auch Giovanni Paolo Maggini 1632 an der Seuche verstarb, wurde Amati plötzlich der einzige bedeutende Geigenbauer Italiens. 1645 heiratete er Lucrecia de Paleari (1619–1703), sein Schüler Andrea Guarneri war Trauzeuge. Ein Sohn, Girolamo (II.) Amati (1649–1740), übernahm die Werkstatt des Vaters, konnte sich aber nach 1695 im Konkurrenzkampf gegen die anderen aufstrebenden Cremoneser Geigenbauer trotz guter Instrumente nicht durchsetzen.

## Instrumente
Im Vergleich zu seinen Vorfahren legte Nicola Amati Wert auf bessere Holzqualitäten, er verbesserte die Lackierung (vermutlich ein weicher Lack, dessen obere Schicht zumeist abgetragen wurde) und verfeinerte den ästhetischen Aspekt der Geigen (Schnecke und sauber verarbeitete Einlagen). In einer späteren Phase führte er ein etwas größeres Violinmodell mit etwas höheren Zargen ein. Er erhöhte außerdem durch eine ausgeprägtere Hohlkehle und eine höhere Deckenwölbung die Deckenspannung. Dies steigerte das Tonvolumen seiner Instrumente deutlich und gab ihnen den typischen Amati-Klangcharakter. Seine Violinen zählten bis zum Ende des 18. Jahrhunderts, neben denen von Jakob Stainer, zu den begehrtesten Instrumenten. Instrumente von Nicola Amati befinden sich heute in bedeutenden Sammlungen und Museen.

## Schüler
In seiner Werkstatt in Cremona bildete Nicola Amati zudem auch noch zahlreiche Schüler aus, die bekannte Geigenbauer wurden, darunter Andrea Guarneri (Großvater von Giuseppe Guarneri del Gesù), Giovanni Battista Ruggeri, Pietro Giacomo Ruggeri, Francesco Ruggeri, Paolo Grancino und (nicht belegt, aber möglicherweise auch) Antonio Stradivari. In einer Amati-Violine wurde ein Signet von Jakob Stainer entdeckt, deshalb kann man zumindest von einem zeitweiligen Aufenthalt Stainers in der Amati-Werkstatt ausgehen.